# Seznam lokomotiv ČKD
Seznam lokomotiv ČKD uvádí přehled všech typů lokomotiv (parních i elektrických) včetně motorových vozů, vyráběných od roku 1900 ve firmě ČKD.

## První Českomoravská 1900 – 1921

### Parní lokomotivy pro železniční společnosti
| Typ (řada) | Uspořádání | Výkon (HP) | Zákazník (první) | Roky výroby | Celkem dodáno | Řada ČSD, poznámka                                          |
| ---------- | ---------- | ---------- | ---------------- | ----------- | ------------- | ----------------------------------------------------------- |
| 97         | Ct         | 180        | kkStB            | 1900-13     | 39            | 310.0                                                       |
| 73         | D          | 600        | kkStB            | 1900-09     | 37            | 414.0                                                       |
| 9          | 2´C        | 900        | kkStB            | 1900-03     | 17            |                                                             |
| 108        | 2´B 1´     | 1200       | kkStB            | 1901-10     | 11            | 275.0                                                       |
| 59         | C          | 600        | kkStB            | 1901-03     | 47            | 324.2                                                       |
| 3M         | Ct         | 250        | ÖNWB             | 1902        | 1             | 311.4                                                       |
| VIa        | Ct         | 300        | BNB              | 1903-05     | 4             | 313.4                                                       |
| 180        | E          | 900        | kkStB            | 1903-07     | 14            | 523.0                                                       |
| 229        | 1´C 1´t    | 500        | kkStB            | 1904-15     | 66            | 354.0, z toho 4× pro SDŽ (Srbsko)                           |
| 206        | 2´B        | 700        | kkStB            | 1904-07     | 22            | 265.0                                                       |
| 99         | 1´Ct       | 350        | ZvKč             | 1905-08     | 7             | 320.0                                                       |
| IIc        | 1´C        | 600        | BNB              | 1905-08     | 6             | 342.0                                                       |
| U          | C 1´t      | 150        | ZvKč             | 1906-08     | 3             | U 37.0, rozchod 760                                         |
| 178        | Dt         | 450        | ZvKč             | 1905-12     | 24            | 422.0                                                       |
| Ia         | Ct         | 200        | BD               | 1906        | 3             | 300.6                                                       |
| VIb        | C 1´t      | 300        | BNB              | 1907        | 2             | 312.7                                                       |
| M60        | B 1´       | 150        | FS               | 1907        | 10            | parní vůz                                                   |
| VIII       | 1´C        | 650        | KFNB             | 1908        | 21            | 333.1                                                       |
| 174        | D          | 600        | kkStB            | 1908        | 2             | 414.2                                                       |
| Ie         | 1´C        | 900        | ÚTD              | 1908-14     | 10            | 344.6                                                       |
| 60         | 1´C        | 650        | kkStB            | 1908-09     | 11            | 334.1, z toho 4× se sušičem (ř. 60.5)                       |
| 329        | 1´C 1´     | 750        | kkStB            | 1908-10     | 38            | 354.6, z toho 11× pro MÁV                                   |
| 1.401      | B´2´       | 60         | ZvKč             | 1908        | 1             | M 223.0, parní vůz                                          |
| 10         | 1´C 1´     | 1400       | kkStB            | 1909-10     | 6             |                                                             |
| IVa        | D          | 600        | BD               | 1909        | 5             | 413.1                                                       |
| 210        | 1´C 2´     | 1600       | kkStB            | 1910        | 5             |                                                             |
| 429        | 1´C 1´     | 800        | kkStB            | 1911-17     | 37            | 354.7, z toho 13 sdružených (429.0) a 24 dvojčitých (429.9) |
| 160        | 1´C        | 700        | kkStB            | 1910        | 20            |                                                             |
| 310        | 1´C 2´     | 1600       | kkStB            | 1911-15     | 14            | 375.0                                                       |
| GBK        | Et         | 650        | ÚTD              | 1911-14     | 3             | 514.1                                                       |
| 29         | 1´C 1´t    | 600        | kkStB            | 1912        | 33            |                                                             |
| 170        | 1´D        | 950        | kkStB            | 1913-21     | 188           | 434.0                                                       |
| 80         | E          | 900        | kkStB            | 1915-19     | 21            | 524.0                                                       |
| 270        | 1´D        | 1100       | kkStB            | 1917-20     | 78            | 434.1                                                       |
| Va         | 1´E 1´t    | 800        | BD               | 1917-18     | 6             | 524.1                                                       |

- ZvKč - Zemský výbor Království českého

### Parní průmyslové lokomotivy
| Typ (řada) | Uspořádání | Výkon (HP) | Zákazník (první) | Roky výroby | Celkem dodáno | Poznámka       |
| ---------- | ---------- | ---------- | ---------------- | ----------- | ------------- | -------------- |
| 50 HP      | Bt         | 50         | KEH              | 1901-08     | 3             | rozchod 650 mm |
| Julinka    | Bt         | 20         | Most             | 1912-18     | 3             | rozchod 600 mm |
| Hana       | Bt         | 50         | Litovel          | 1915        | 1             |                |
| RIIIc      | Ct         | 60         | KKKM             | 1918        | 75            | rozchod 600 mm |

- KEH - Karlo-Emilova huť v Králově Dvoře
- KKKM - Rakouské ministerstvo války

## Breitfeld a Daněk před fúzí

### Parní lokomotivy
| Typ (řada) | Uspořádání | Výkon (HP) | Zákazník (první) | Roky výroby | Celkem dodáno | Poznámka  |
| ---------- | ---------- | ---------- | ---------------- | ----------- | ------------- | --------- |
| 80.1       | E          | 900        | kkStB            | 1912-15     | 39            |           |
| 80.9       | E          | 900        | kkStB            | 1913-22     | 97            | ČSD 524.0 |
| 310        | 1´C 2´     | 1600       | kkStB            | 1916        | 3             | ČSD 375.0 |
| 170        | 1´D        | 950        | kkStB            | 1916-21     | 74            | ČSD 434.0 |
| 270        | 1´D        | 1100       | kkStB            | 1919-20     | 25            | ČSD 434.1 |
| R IIIc     | Ct         | 60         | KKKM             | 1919        | 20            |           |
| 534.0      | 1´E        | 1400       | ČSD              | 1923-26     | 31            |           |
| 434.1      | 1´D        | 1200       | ČSD              | 1925        | 14            |           |
| 354.1      | 2´C 1´t    | 800        | ČSD              | 1926-27     | 11            |           |

### Elektrické lokomotivy
| Typ (řada) | Uspořádání | Výkon (HP) | Zákazník | Roky výroby | Celkem dodáno | Poznámka      |
| ---------- | ---------- | ---------- | -------- | ----------- | ------------- | ------------- |
| E 407.0    | Bo´Bo´     | 208        | ČSD      | 1926-28     | 2             | akumulátorová |
| E 424.1    | Bo´Bo´     | 541        | ČSD      | 1927        | 2             |               |
| E 465.0    | 1´Do 1´    | 1306       | ČSD      | 1927        | 2             |               |

## První Českomoravská / ČKD od r. 1921

### Parní lokomotivy pro československé státní a místní dráhy
| Typ (řada) | Uspořádání | Výkon (HP) | Zákazník (první) | Roky výroby | Celkem dodáno | Poznámka              |
| ---------- | ---------- | ---------- | ---------------- | ----------- | ------------- | --------------------- |
| 365.0      | 1´C 1´     | 1460       | ČSD              | 1921-23     | 40            |                       |
| 423.0      | 1´D 1´t    | 800        | ČSD              | 1922-47     | 194           |                       |
| 424.0      | Dt         | 640        | MdFB             | 1924        | 1             | ČSD 424.9             |
| 445.1      | 1´D        | 1550       | ČSD              | 1924        | 10            | přezn. 455.1          |
| 354.1      | 2´C 1´t    | 800        | ČSD              | 1925-26     | 15            |                       |
| 524.1      | 1´E 1´t    | 1000       | ČSD              | 1926-42     | 81            |                       |
| 514.0      | Et         | 800        | SDF              | 1927-30     | 12            |                       |
| 446.0      | 1´D 2´t    | 1660       | ČSD              | 1928-32     | 27            | přezn. 456.0          |
| 434.1      | 1´D        | 1200       | ČSD              | 1930        | 20            |                       |
| 464.0      | 2´D 2´t    | 1700       | ČSD              | 1933-40     | 54            |                       |
| 486.1      | 1´D 2´     | 2700       | ČSD              | 1934        | 3             |                       |
| 486.0      | 2´D 1´     | 2700       | ČSD              | 1935        | 2             | dle dokumentace Škoda |
| 534.0      | 1´E        | 1500       | ČSD              | 1937-38     | 20            |                       |
| 464.1      | 2´D 2´t    | 1940       | ČSD              | 1940        | 2             |                       |
| 534.03     | 1´E        | 1500       | ČSD              | 1946-47     | 108           |                       |
| 514.9      | Et         | 800        | MdSŠ             | 1947        | 2             |                       |
| 433.0      | 1´D 1´t    | 800        | ČSD              | 1948        | 60            |                       |
| 525.0      | Et         | 800        | ČSD              | 1950        | 3             | shodná s EP 800       |
| 476.1      | 2´D 2´t    | 2100       | ČSD              | 1951-55     | 60            | přezn. 477.0          |

- MdFB - Místní dráha Frýdlant - Bílá
- MdSŠ - Místní dráha Studénka - Štramberk

### Parní lokomotivy na export
| Typ (řada) | Uspořádání | Výkon (HP) | Zákazník (první) | Roky výroby | Celkem dodáno | Poznámka        |
| ---------- | ---------- | ---------- | ---------------- | ----------- | ------------- | --------------- |
| CN 450     | Ct         | 450        | BDŽ              | 1925        | 20            |                 |
| E 760      | Et         | 600        | BDŽ              | 1927        | 4             | rozchod 760 mm  |
| 50         | 1´E        | 1500       | DR               | 1942-43     | 35            |                 |
| 56         | 1´E        | 1900       | TCDD             | 1949        | 25            |                 |
| Er         | E          | 1550       | SŽD              | 1949-52     | 210           | rozchod 1524 mm |

### Parní průmyslové lokomotivy

#### Normálněrozchodné
| Typ (řada) | Uspořádání | Výkon (HP) | Zákazník (první) | Roky výroby | Celkem dodáno | Poznámka                     |
| ---------- | ---------- | ---------- | ---------------- | ----------- | ------------- | ---------------------------- |
| BN 50      | Bt         | 50         | Vrbátky          | 1921        | 4             |                              |
| BN 200     | Bt         | 200        | Zvoleněves       | 1922, 44    | 6             |                              |
| CN 200     | Ct         | 200        | MNO              | 1924, 40    | 6             |                              |
| CN 450     | Ct         | 450        | Michle           | 1927        | 1             | shodná s CN 450 pro BDŽ      |
| CN 450     | Ct         | 450        | Kladno           | 1928-48     | 17            |                              |
| B 600      | Bt         | 600        | SSSR-Nivastroj   | 1931        | 12            | rozchod 1524 mm              |
| BN 180     | Bt         | 180        | Vrutice          | 1938,41     | 2             |                              |
| CN 350     | Ct         | 350        | Mělník           | 1939        | 1             |                              |
| DN 600     | D          | 600        | Most             | 1941        | 1             |                              |
| CN 600     | Ct         | 600        | Henschel-Krupp   | 1941        | 15            |                              |
| EN 800     | Et         | 800        | Hutě             | 1950        | 2             | jinde EP 800, shodná s 525.0 |
| CN 350     | Ct         | 350        | průmysl          | 1950        | 10            |                              |
| BS 200     | Bt         | 200        | cukrovary        | 1947-55     | 19            |                              |
| CS 400     | Ct         | 400        | kovo             | 1952-57     | 35            |                              |
| CP 600     | Ct         | 600        | hutě             | 1953-56     | 100           | z toho 7× Korea, 2× Maďarsko |
| EP 1000    | Et         | 1000       | doly             | 1956        | 25            |                              |

#### Akumulační
| Typ (řada) | Uspořádání | Tlak (atp) | Zákazník (první) | Roky výroby | Celkem dodáno | Poznámka |
| ---------- | ---------- | ---------- | ---------------- | ----------- | ------------- | -------- |
| B 900/20,5 | B          | 20,5       | Ervěnice         | 1929        | 1             | 900 mm   |
| CN 15a     | C          | 15         | Pokrok           | 1931        | 1             |          |
| CN 40a     | C          | 40         | Vulkán           | 1944-50     | 12            |          |
| CS 25A     | C          | 25         | Minerol          | 1955-56     | 10            |          |
| CS 40A     | C          | 40         | Elektra          | 1955-56     | 20            |          |

#### Úzkorozchodné
| Typ (řada) | Uspořádání | Výkon (HP) | Zákazník (první)  | Roky výroby | Celkem dodáno | Poznámka                                   |
| ---------- | ---------- | ---------- | ----------------- | ----------- | ------------- | ------------------------------------------ |
| B 600/50   | Bt         | 50         | prům. dráhy       | 1921-31     | 8             | z toho 3× 760 mm                           |
| B 600/40   | Bt         | 40         | Moidan            | 1921        | 1             |                                            |
| C 600/70   | Ct         | 70         | Rožďalovice       | 1922        | 1             |                                            |
| C 760/90   | Ct         | 90         | Kopidlno          | 1922, 48    | 4             |                                            |
| C 600/50   | Ct         | 70         | Dymokury, MNO     | 1923-40     | 21            | z toho 3× 610 mm                           |
| B 700/40   | Bt         | 40         | Zliv              | 1923        | 1             |                                            |
| B 900/40   | Bt         | 40         | Ervěnice          | 1925        | 2             |                                            |
| D 760/90   | Dt         | 90         | lesní dráhy       | 1928-31     | 8             |                                            |
| B 800/50   | Bt         | 50         | Kladno            | 1928-42     | 11            |                                            |
| E 750/90   | Et         | 90         | SSSR-Gigostroj    | 1932        | 10            |                                            |
| B 800/80   | Bt         | 80         | Kladno            | 1940-44     | 7             | z toho 1× 650 mm                           |
| B 600/70   | Bt         | 70         | Gen. insp. Berlín | 1940-48     | 207           |                                            |
| B 900/200  | Bt         | 200        | Gen. insp. Berlín | 1940-42     | 50            |                                            |
| C 750/120  | Ct         | 120        | OKH               | 1944        | 6             |                                            |
| C1 760/90  | C1´t       | 90         | ČHLD (ČLŽ)        | 1947        | 1             | U36.901 "Bystřice"                         |
| B 900/200  | Bt         | 200        | Krutwig-doly      | 1947-59     | 836           |                                            |
| C 760/90d  | Ct         | 90         | lesní dráhy       | 1948        | 16            | Z toho 10× SSSR r. 750 mm                  |
| C 760/245  | Ct         | 245        | Zlatý kůň         | 1949,57     | 27            | z toho 10× Jugoslávie, 15× Korea r. 762 mm |
| CP 760/90  | Ct         | 90         | Stavební závody   | 1950        | 9             |                                            |
| B 600/80   | Bt         | 80         | Stavební závody   | 1951-54     | 77            | r. 600 - 800 mm, z toho 2× Čína            |

### Elektrické lokomotivy
| Typ (řada) | Uspořádání | Výkon (HP) | Zákazník     | Roky výroby | Celkem dodáno | Poznámka                    |
| ---------- | ---------- | ---------- | ------------ | ----------- | ------------- | --------------------------- |
| E 436.0    | Bo´Bo´     | 1260       | ČSD          | 1927-28     | 4             |                             |
| E 466.1    | Bo´Bo´     | 1260       | ČSD          | 1928        | 1             |                             |
| B25        | Bo         | 25         | pol. průmysl | 1932-39     | 4             | 600 mm, z toho 1× Mydlovary |
| E 202      | Bo         | 100        | průmysl      | 194?        | 2             |                             |

| Typ (řada) | Charakteristika  | Zákazník       | Roky výroby | Celkem dodáno |
| ---------- | ---------------- | -------------- | ----------- | ------------- |
| A 219.0    | A 1435 Bo 165 kW | ČKD – prototyp | 1993        | 1             |

### Motorové vozy
| Typ (řada) | Uspořádání | Výkon (HP) | Zákazník | Roky výroby | Celkem dodáno | Poznámka              |
| ---------- | ---------- | ---------- | -------- | ----------- | ------------- | --------------------- |
| M 120.0    | 1A         | 55         | ČSD      | 1927        | 1             |                       |
| M 264.0    | 2´Bo´      | 300        | ČSD      | 1933        | 2             |                       |
| M 275.0    | 2´Bo´      | 350-410    | ČSD      | 1934        | 8             | „modrý šíp“           |
| M 242.0    | Bo         | 130-200    | ČSD      | 1933-40     | 68            | z toho 1× A1          |
| M 260.0    | (1A)´(A1)´ | 460        | ČSD      | 1939        | 1             | „stříbrný šíp“        |
| M 284.1    | (1A)´(A1)´ | 350        | ČSD      | 1947        | 8             | pouze trakční výzbroj |
| M 262.0    | 2´Bo´      | 410        | ČSD      | 1949-53     | 90            | pouze trakční výzbroj |

### Motorové lokomotivy
Ve sloupci Charakteristika je použito označení výrobce složené ze zkratky typu motoru a přenosu, rozchodu, uspořádání dvojkolí a výkonu v koních, resp. kW.
| Typ (řada) | Charakteristika               | Zákazník               | Roky výroby | Celkem dodáno |
| ---------- | ----------------------------- | ---------------------- | ----------- | ------------- |
| BN 27 u    | DM 700 B 27                   | čs. průmysl            | 1937        | 1             |
| BN 40 u    | DM 700 B 40                   | čs. průmysl            | 1934-39     | 3             |
| BN 80 u    | DM 760 B 80                   | něm. průmysl           | 1940        | 10            |
| BN 40      | DM 1435 B 40                  | čs. průmysl            | 1936-50     | 9             |
| BN 100     | DM 1435 B 100                 | čs. průmysl            | 1938        | 1             |
| BN 100     | DM 1435 B 110                 | čs. průmysl            | 1950-52     | 10            |
| BN 100     | DM 1435 B 110                 | pol. průmysl           | 1950-52     | 3             |
| BN 60      | DM 1435 B 60                  | čs. průmysl            | 1955-57     | 68            |
| BN 60      | DM 1435 B 60                  | maď. průmysl           | 1957        | 2             |
| T 211.0    | DM 1435 B 150                 | ČSD                    | 1956-62     | 167           |
| T 211.1    | DH 1435 B 150                 | ČSD                    | 1956-57     | 2             |
| T 212.0    | DM 1435 B 200                 | vlečka ČKD             | 1961        | 1             |
| T 211.05   | DM 1435 B 150                 | čs. průmysl            | 1957-62     | 459           |
| BN 150     | DH 900 B 150                  | čs. průmysl            | 1960-61     | 10            |
| BN 150     | DM 1435 B 150                 | sovět. průmysl         | 1958-61     | 9             |
| BN 150     | DM 1435 B 150                 | pol. průmysl           | 1958-60     | 5             |
| BN 150     | DM 1435 B 150                 | albán. stát. dráhy     | 1958        | 2             |
| BN 150     | DM 1435 B 150                 | BDŽ                    | 1959-62     | 39            |
| BN 150     | DM 1435 B 150                 | něm. průmysl           | 1958-62     | 71            |
| BN 150     | DM 1435 B 150                 | irácké stát. dráhy     | 1961        | 2             |
| BN 150     | DM 1435 B 150                 | čínský průmysl         | 1958-60     | 41            |
| BN 150     | DM 1435 B 150                 | egypt. stát. dráhy     | 1959-61     | 17            |
| BN 150     | DM 1435 B 150                 | rumun. průmysl         | 1959-60     | 3             |
| BN 150     | DM 1676 B 150                 | indický průmysl        | 1962        | 8             |
| T 304.0    | DH 1435 C 410                 | vlečka ČKD             | 1957        | 1             |
| T 306.0    | DH 1435 C 410                 | čs. průmysl            | 1957        | 1             |
| T 324.0    | DH 1435 C 410                 | ČSD                    | 1959        | 1             |
| T 334.0    | DH 1435 C 410                 | ČSD                    | 1961-66     | 89            |
| T 334.05   | DH 1435 C 410                 | čs. průmysl            | 1961-66     | 151           |
| T 334.05   | DH 1435 C 410                 | něm. průmysl           | 1962-66     | 71            |
| T 334.05   | DH 1435 C 410                 | rumun. průmysl         | 1962-65     | 4             |
| T 334.05   | DH 1676 C 410                 | indické ocelárny       | 1962-65     | 10            |
| T 47.0     | DE 760 Bo´Bo´ 350             | ČSD                    | 1954-58     | 21            |
| TU3        | DE 750 Bo´Bo´ 350             | SŽD                    | 1957-58     | 45            |
| T 434.0    | DE 1435 Bo´Bo´ 700            | ČSD                    | 1953-57     | 8             |
| T 435.0    | DE 1435 Bo´Bo´ 750            | ČSD                    | 1958-63     | 145           |
| T 435.04   | DE 1524 Bo´Bo´ 750            | ČSD                    | 1959        | 5             |
| T 435.05   | DE 1435 Bo´Bo´ 750            | čs. průmysl            | 1958-63     | 83            |
| T 435.05   | DE 1435 Bo´Bo´ 750            | albán. stát. dráhy     | 1959-62     | 8             |
| T 435.05   | DE 1435 Bo´Bo´ 750            | něm. průmysl           | 1960-62     | 16            |
| V 75       | DE 1435 Bo´Bo´ 750            | DR                     | 1962        | 20            |
| ČME 2      | DE 1524 Bo´Bo´ 750            | SŽD                    | 1958-65     | 522           |
| DES 3000   | DE 1435 Bo´Bo´ 630            | irácké stát. dráhy     | 1961-73     | 36            |
| DEC 630    | DE 1676 Bo´Bo´ 630            | indický průmysl        | 1964-73     | 80            |
| T 458.0    | DE 1524 Bo´Bo´ 750            | ČSD                    | 1962-63     | 13            |
| T 458.0    | DE 1524 Bo´Bo´ 750            | čs. průmysl            | 1963-65     | 7             |
| T 458.1    | DE 1435 Bo´Bo´ 750            | ČSD                    | 1963-70     | 221           |
| T 458.1    | DE 1435 Bo´Bo´ 750            | čs. průmysl            | 1965-71     | 49            |
| T 458.1    | DE 1435 Bo´Bo´ 750            | albán. stát. dráhy     | 1965-72     | 8             |
| T 458.1    | DE 1435 Bo´Bo´ 750            | něm. průmysl           | 1965        | 3             |
| T 458.1    | DE 1435 Bo´Bo´ 750            | polský průmysl         | 1973        | 2             |
| T 658.0    | DE 1435 Co´Co´ 1650           | ČSD                    | 1959        | 1             |
| T 698.0    | DE 1435 Co´Co´ 1650           | ČSD                    | 1958-59     | 2             |
| T 678.0    | DE 1435 Co´Co´ 2000           | ČSD                    | 1961-64     | 17            |
| T 679.0    | DE 1435 Co´Co´ 2000           | ČSD                    | 1961-65     | 27            |
| DEM 2000   | DE 1435 Co´Co´ 1850           | irácké stát. dráhy     | 1963        | 20            |
| T 444.0    | DH 1435 B´B´ 700              | ČSD                    | 1958        | 2             |
| T 449.0    | DH 1524 B´B´ 1300             | ČSD                    | 1960        | 2             |
| T 478.45   | DH 1435 B´B´ 1800             | čs. průmysl            | 1965        | 1             |
| T 478.1    | DE 1435 Bo´Bo´ 1500           | ČSD                    | 1964-71     | 230           |
| T 478.2    | DE 1435 Bo´Bo´ 1500           | ČSD                    | 1969-70     | 82            |
| T 669.0    | DE 1435 Co´Co´ 1350           | ČSD                    | 1963, 77    | 2             |
| ČME 3      | DE 1520 Co´Co´ 1350           | MPS SSSR               | 1963-83     | 5 941         |
| ČME 3      | DE 1520 Co´Co´ 1350           | MČM SSSR               | 1981-89     | 105           |
| S 200      | DE 1435 Co´Co´ 1350           | pol. průmysl           | 1966-89     | 143           |
| S 200      | DE 1435 Co´Co´ 1350           | čs. průmysl            | 1977        | 4             |
| T 669.1    | DE 1435 Co´Co´ 1350           | Albán. stát. dráhy     | 1968-90     | 62            |
| T 669.55   | DE 1520 Co´Co´ 1350           | čs. průmysl            | 1974-85     | 3             |
| DEC 120    | DE 1676 Co´Co´ 1210           | indické ocelárny       | 1973-75     | 12            |
| DES 3100   | DE 1435 Co´Co´ 1100           | irácké stát. dráhy     | 1979-82     | 100           |
| T 669.05   | DE 1435 Co´Co´ 1350           | čs. průmysl            | 1977-89     | 40            |
| LDE 1500   | DE 1435 Co´Co´ 845 kW         | syrské stát. dráhy     | 1983        | 25            |
| T 669.51   | DE 1520 Co´Co´ 1350           | ČSD                    | 1984-85     | 10            |
| ČME 3 M    | DE 1520 Co´Co´ 1100 kW        | SSSR                   | 1977        | 2             |
| ČME 3 E    | DE 1520 Co´Co´ 990 kW         | SŽD                    | 1987-89     | 246           |
| ČME 3 T    | DE 1520 Co´Co´ 990 kW         | SŽD                    | 1984-91     | 1159          |
| ČME 3 T    | DE 1520 Co´Co´ 990 kW         | UŽD                    | 1994-95     | 5             |
| ČME 3 T    | DE 1520 Co´Co´ 990 kW         | Estonsko               | 1995        | 1             |
| ČME 5      | DE 1520 Bo´Bo´ Bo´Bo´ 1470 kW | SŽD                    | 1986-90     | 12            |
| T 476.05   | DE 1435 Bo´Bo´ 1650           | čs. průmysl            | 1972        | 1             |
| T 499.0    | DE 1435 Bo´Bo´ 2400           | ČSD                    | 1974        | 2             |
| T 478.3    | DE 1435 Bo´Bo´ 1800           | ČSD                    | 1968-77     | 408           |
| T 478.4    | DE 1435 Bo´Bo´ 2000           | ČSD                    | 1975-80     | 86            |
| T 475.15   | DE 1435 Bo´Bo´ 880 kW         | čs. průmysl            | 1970        | 2             |
| T 448.05   | DE 1435 Bo´Bo´ 880 kW         | čs. průmysl            | 1973-89     | 459           |
| T 448-P    | DE 1435 Bo´Bo´ 880 kW         | pol. průmysl           | 1977-89     | 161           |
| T 466.2    | DE 1435 Bo´Bo´ 880 kW         | ČSD                    | 1977-86     | 453           |
| T 466.25   | DE 1435 Bo´Bo´ 880 kW         | čs. průmysl            | 1983-86     | 41            |
| T 466.3    | DE 1435 Bo´Bo´ 880 kW         | ČSD                    | 1987-88     | 10            |
| D 12 E     | DE 1000 Bo´Bo´ 736 kW         | Vietnam. stát. dráhy   | 1985-90     | 40            |
| BB 1000    | DE 1000 Bo´Bo´ 736 kW         | Kambodžské stát. dráhy | 1991-94     | 4             |
| T 457.0    | DE 1435 Bo´Bo´ 600 kW         | ČSD                    | 1978-88     | 17            |
| T 457.05   | DE 1435 Bo´Bo´ 600 kW         | čs. průmysl            | 1978-89     | 42            |
| T 457.1    | DE 1435 Bo´Bo´ 600 kW         | ČSD                    | 1988-92     | 61            |
| T 457.1    | DE 1435 Bo´Bo´ 800 kW         | ČSD                    | 1992        | 1             |
| T 457-J    | DE 1435 Bo´Bo´ 600 kW         | jugosl. papírny        | 1988        | 1             |
| T 419.05   | DE 1435 Bo´Bo´ 600 kW         | čs. průmysl            | 1983-86     | 12            |
| T 419.15   | DE 1435 Bo´Bo´ 600 kW         | čs. průmysl            | 1988-92     | 19            |
| T 419-P    | DE 1435 Bo´Bo´ 600 kW         | pol. průmysl           | 1988        | 1             |
| TA 436.0   | DA 1435 Bo´Bo´ 600/150 kW     | zkušební vzorek        | 1986        | 1             |
| T 234.0    | DE 1435 Bo 250 kW             | ČSD                    | 1988-92     | 20            |
| T 237.0    | DE 1435 Bo 220 kW             | čs. průmysl            | 1988        | 1             |
| T 234.0    | DE 1435 Bo 250 kW             | čs. průmysl            | 1992        | 2             |
| T 238.0    | DE 1435 Bo 250 kW             | čs. průmysl            | 1991-94     | 52            |
| T 238.0    | DE 1435 Bo 250 kW             | maďar. průmysl         | 1991        | 2             |
| 708        | DE 1435 Bo 300 kW             | ČD                     | 1995-97     | 13            |
| 708        | DE 1435 Bo 300 kW             | český průmysl          | 1997        | 1             |
| T 239.1    | DE 1435 Bo 327 kW             | čs. průmysl            | 1992-96     | 29            |
| T 239.1    | DE 1435 Bo 327 kW             | sloven. průmysl        | 1995-96     | 6             |
| T 239-S    | DE 1435 Bo 327 kW             | švýcar. průmysl        | 1994        | 1             |
| T 239.1    | DE 1435 Bo 327 kW             | JŽD                    | 1996        | 1             |
| T 239-U    | DE 1435 Bo 327 kW             | USA                    | 1996        | 1             |
| Bde 410    | DE 1000 Bo 310 kW             | Kambodžské stát. dráhy | 1994        | 2             |
| T 239.2    | DE 1435 Bo 390 kW             | český průmysl          | 1998        | 1             |
| 735/714    | DE 1435 Bo´Bo´ 2× 250 kW      | ČD - rekonstrukce      | 1992        | 2             |
| 735/714    | DE 1435 Bo´Bo´ 2× 300 kW      | ČD - rekonstrukce      | 1993-96     | 50            |
| T 448.1    | DE 1435 Bo´Bo´ 2× 327 kW      | VSŽ - rekonstrukce     | 1997        | 1             |

- D - dieselový motor
- M - mechanický přenos výkonu
- H - hydraulický přenos výkonu
- E - elektrický přenos výkonu
- A - lokomotiva s trakčními akumulátory